# Soulaires
Soulaires – miejscowość i gmina we Francji, w Regionie Centralnym, w departamencie Eure-et-Loir.
Według danych na rok 1999 gminę zamieszkiwały 423 osoby, a gęstość zaludnienia wynosiła 72 osoby/km² (wśród 1842 gmin Regionu Centralnego Soulaires plasuje się na 734. miejscu pod względem liczby ludności, natomiast pod względem powierzchni na miejscu 1331.).